# Coelognathus
Coelognathus es un género de serpientes de la familia Colubridae. Sus especies se distribuyen por la región indomalaya y la Wallacea.

## Especies
Se reconocen las siguientes:
- Coelognathus enganensis (Vinciguerra, 1892)
- Coelognathus erythrurus (Duméril, Bibron & Duméril, 1854)
- Coelognathus flavolineatus (Schlegel, 1837)
- Coelognathus helena (Daudin, 1803)
- Coelognathus philippinus (Griffin, 1909)
- Coelognathus radiatus (Boie, 1827)
- Coelognathus subradiatus (Schlegel, 1837)